# مهرداد فلاحتگر
مهرداد فلاحتگر (زاده ۱۳۳۸ - بابل) بازیگر سینما و تلویزیون و کارگردان و تهیه‌کننده اهل ایران است. وی تحصیلات خود را تا مقطع کارشناسی رشته بازیگری در دانشگاه آزاد اسلامی ادامه داد و فعالیت هنری خود را با بازی در تئاتر آغاز کرد و پس از آن به عرصه سینما و تلویزیون نیز راه یافت.

## کارگردان
- تو یک علامت سؤال بزرگی (1393)
- شهر اردیبهشت (۱۳۹۵)

## تهیه‌کننده
- شهر اردیبهشت (۱۳۹۵)
- به خاطر خواهرم (۱۳۸۶)

## مدیر تولید
- به خاطر خواهرم (۱۳۸۶)

## بازیگری در سینما
- مشت آخر (۱۳۹۸)
- کار کثیف (١٣٩۶)
- هشتگ (۱۳۹۵)
- بچه‌های جسور (۱۳۹۱)
- جرم (۱۳۸۹)
- عروسک (۱۳۸۸)
- تردید (١٣٨٧)
- سفر مرگ (۱۳۸۷)
- فرود در غربت (۱۳۸۷)
- به خاطر خواهرم (۱۳۸۶)
- رسم عاشق کشی (۱۳۸۱)
- رؤیای جوانی (۱۳۸۱)
- عشق فیلم (۱۳۸۱)
- سیندرلا (۱۳۸۰)
- آخر بازی (۱۳۷۹)
- زیر پوست شهر (۱۳۷۹)
- سفره ایرانی (۱۳۷۹)
- شور عشق (۱۳۷۹)
- بودن یا نبودن (۱۳۷۷)
- آژانس شیشه ای (۱۳۷۶)
- پاکباخته (۱۳۷۴)

## بازیگری در تلویزیون
- بازگشت پرستوها ۱۳۷۵ - شبکه دو
- مردان آنجلس ۱۳۷۶ - شبکه یک
- پزشکان ۱۳۷۷ - شبکه سه
- شب چراغ ۱۳۷۷ - شبکه دو
- دوران سرکشی ۱۳۸۰ - شبکه پنج
- جوان امروز ۱۳۸۱ - شبکه سه
- محاکمه ۱۳۸۱ - شبکه یک
- جستجو درشهر ۱۳۸۱ - شبکه پنج
- یوسف پیامبر ۱۳۸۳ _ شبکه یک
- به کجا چنین شتابان ۱۳۸۸ - شبکه پنج
- شاید برای شما هم اتفاق بیفتد ۱۳۸۸ - شبکه پنج
- آمین ١٣٩۴ - شبکه یک
- گشت ویژه ۱۳۹۵ - شبکه یک
- از یادها رفته ۱۳۹۶ - شبکه یک
- بچه مهندس ۲ ۱۳۹۷ - شبکه دو
- شرایط خاص ۱۳۹۷ - شبکه سه
- کوبار ۱۳۹۷ - شبکه دو
- از سرنوشت ۱۳۹۸ - شبکه یک
- زیر خاکی ۱۳۹٩ - شبکه یک